# Чхунчхондо

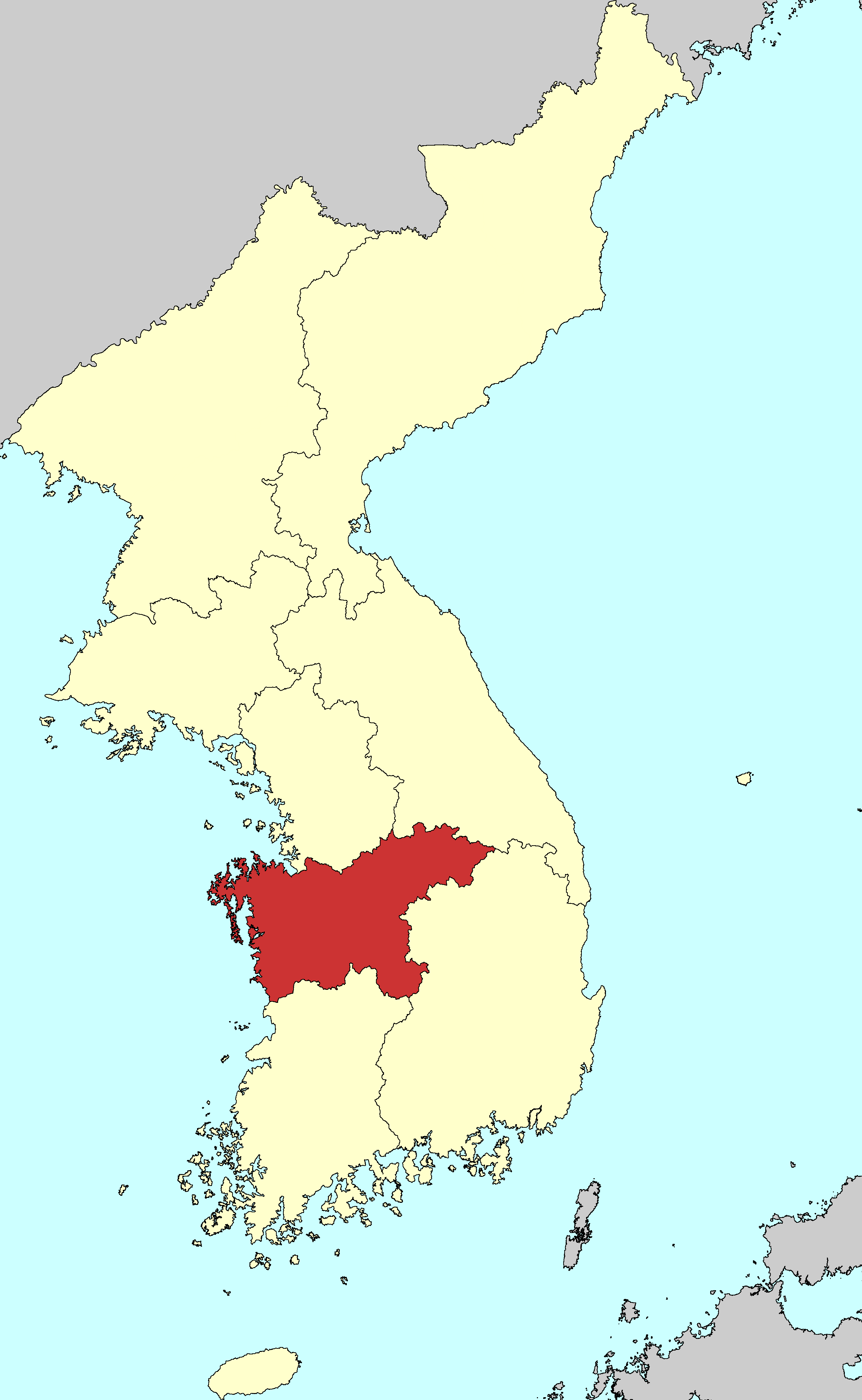
Чхунчхондо́

Чхунчхондо́ (кор. 충청도) — одна из восьми провинций Кореи во время правления династии Чосон. Расположена на юго-западе Корейского полуострова. Столицей был город Конджу, являвшийся также столицей королевства Пэкче с 475 по 538.

## История
Чхунчхондо была сформирована в 1356 году — в эпоху Корё — из южной части бывшей провинции Янвандо. Своё имя она получила по начальным буквам главных городов — Чхунджу (кор. 충주?, 忠州?) и Чхонджу (청주, 淸州).
В 1895 году провинция была расформирована, а на её месте были созданы районы Чхунджу (Чхунджу-бу; 충주부, 忠州府) на востоке, Конджу (Конджу-бу; 공주부, 公州府) в центральной части, и Хонджу (Хонджу-бу; 홍주부, 洪州府; сейчас уезд Хонсон) на западе.
В 1896 районы Чхунджу и восточный Конджу составили провинцию Чхунчхон-Пукто, а Хонджу и западные части Конджу — провинцию Чхунчхон-Намдо. Сейчас обе эти провинции входят в состав Южной Кореи.

## География
На севере Чхунчхондо граничила с провинцией Кёнгидо, на востоке — с провинциями Канвондо и Кёнсандо, на юге — с Чолладо, а на западе омывалась Жёлтым морем. Ландшафт на востоке горный, на западе — более равнинный.
Региональное название для Чхунчхондо — «Хосо», хотя это слово сейчас практически не используется.
Помимо Чхонджу, Чхунджу и Конджу, другими большими городами региона являются Тэджон, Чхонан и Сосан.

## Известные уроженцы и жители
- Ким Юджон
- Чо Юн Хо Иосиф
- Юн Чхи Хо